# Helina maowenna
Helina maowenna este o specie de muște din genul Helina, familia Muscidae, descrisă de Feng și Xue în anul 2002. Conform Catalogue of Life specia Helina maowenna nu are subspecii cunoscute.